# Nag Hammádí
Nag Hammádí (arab. نجع حمادى‎ IPA: [ˈnæɡʕe ħæmˈmæːdi]) je město v Horním Egyptě. Leží na západním břehu řeky Nil v governorátu Kina, v regionu antických sídel Diospolis Parva (dnes Híw) a Chenoboskion (dnes Qasr), 80 km severozápadně od dnešního Luxoru (antické Théby nebo Diospolis Magna). Je známo díky starověkým koptským rukopisům, které se našly nedaleko.
Jeho obyvatelé jsou většinou rolníci. Ve městě se produkuje cukr a hliník.